# Andropogon bentii
Andropogon bentii  (лат.) — вид цветковых растений рода Бородачевник (Andropogon) семейства Злаки (Poaceae). Эндемик острова Сокотра (Йемен). Формирует плотный травяной покров. По состоянию на 2017 год растёт в тропических или субтропических кустарниковых зарослях в изолированных областях западной, северной и восточной частей острова. Обнаружен на высотах от 15 до 600 м. В связи с интенсификацией использования Сокотры для выпаса скота вид может быть подвержен риску исчезновения.
Используется в качестве пищи для скота, а также в качестве веников для подметания полов.